# Coupe d'Italie de football 1958-1959
Navigation
Coupe d'Italie 1958 Coupe d'Italie 1959-1960
La Coupe d'Italie de football 1958-1959, est la 12e édition de la Coupe d'Italie.

## Déroulement de la compétition

### Participants

#### Serie A (D1)
Les 18 clubs de Serie A sont engagés en Coupe d'Italie.

#### Serie B (D2)
Les 20 clubs de Serie B sont engagés en Coupe d'Italie.

#### Serie C (D3)
Les 39 clubs de Serie C sont engagés en Coupe d'Italie.

### Calendrier
| Phase               | Tour                   | Dates                            |
| ------------------- | ---------------------- | -------------------------------- |
| Phase préliminaire  | 1er tour               | 31 août 1958                     |
| Phase préliminaire  | 2e tour                | 7 septembre 1958                 |
| Phase préliminaire  | 3e tour                | 14 septembre 1958                |
| Phase préliminaire  | 4e tour                | 8 octobre 1958                   |
| Phase finale        | 1/8 de finale          | 6 janvier - 7 - 10 - 12 mai 1959 |
| Phase finale        | 1/4 de finale          | 10 - 14 juin 1959                |
| Phase finale        | 1/2 finales            | 6 septembre 1959                 |
| Phase finale        | Finale                 | 13 septembre 1959                |
| Match de classement | Match pour la 3e place | 13 septembre 1959                |

## Résultats

### Premier tour
| Division        | Club                       | Score               | Club             | Division     |
| --------------- | -------------------------- | ------------------- | ---------------- | ------------ |
| Serie C (D3)    | US Anconitana              | 6 - 2               | AC Pescara       | Serie C (D3) |
| Serie C (D3)    | AS L'Aquila                | 4 - 3               | SS Chieti        | Serie C (D3) |
| Serie C (D3)    | AS Biellese                | 2 - 1               | US Pro Vercelli  | Serie C (D3) |
| Serie C (D3)    | US Catanzaro               | 1 - 0               | AS Cosenza       | Serie C (D3) |
| Serie C (D3)    | US Foggia & Incedit        | 3 - 1               | Dopolavoro Cirio | Serie C (D3) |
| Serie C (D3)    | US Lecce                   | 2 - 1               | SS Barletta      | Serie C (D3) |
| Serie C (D3)    | US Livourne                | 0 - 1               | FEDIT            | Serie C (D3) |
| Serie C (D3)    | US Lucchese Libertas       | 0 - 4               | Pise SC          | Serie C (D3) |
| Serie C (D3)    | AC Ozo Mantoue             | 1 - 0               | US Cremonese     | Serie C (D3) |
| Serie C (D3)    | SC Marsala                 | 2 - 4               | AS Trapani       | Serie C (D3) |
| Serie C (D3)    | Pro Patria et Libertate SC | 2 - 0               | Plaisance FC     | Serie C (D3) |
| Serie C (D3)    | Sarom US Ravenne           | 2 - 3               | AC Forlì         | Serie C (D3) |
| Serie C (D3)    | US Salernitana             | 3 - 2               | US Casertana     | Serie C (D3) |
| Serie C (D3)    | US Sanremese               | 5 - 2               | AS Casale FBC    | Serie C (D3) |
| Serie C (D3)    | AC Sienne                  | 1 - 0               | US Arezzo        | Serie C (D3) |
| Serie C (D3)    | AS Syracuse                | 0 - 2               | AS Reggina       | Serie C (D3) |
| Serie C (D3)    | FC Spezia 1906             | 2 - 3               | GS Carbosarda    | Serie C (D3) |
| Serie C (D3)    | Varèse FC                  | 4 - 2               | AC Legnano       | Serie C (D3) |
| Serie C (D3)    | US Mestrina                | 0 - 1               | AC Trévise       | Serie C (D3) |
| Matches rejoués |                            |                     |                  |              |
| Serie C (D3)    | US Mestrina                | 2 - 2 a.p., 4-5 tab | AC Trévise       | Serie C (D3) |

### Deuxième tour
| Division     | Club                       | Score | Club                | Division     |
| ------------ | -------------------------- | ----- | ------------------- | ------------ |
| Serie C (D3) | AS L'Aquila                | 2 - 0 | Zenit Modène FC     | Serie B (D2) |
| Serie A (D1) | AS Bari                    | 5 - 1 | US Foggia & Incedit | Serie C (D3) |
| Serie C (D3) | AS Biellese                | 1 - 2 | Atalanta BC         | Serie B (D2) |
| Serie C (D3) | GS Carbosarda              | 1 - 0 | US Cagliari         | Serie B (D2) |
| Serie C (D3) | US Catanzaro               | 1 - 0 | CC Catane           | Serie B (D2) |
| Serie C (D3) | FEDIT                      | 1 - 0 | AC Côme             | Serie B (D2) |
| Serie C (D3) | US Lecce                   | 1 - 0 | AS Tarente          | Serie B (D2) |
| Serie B (D2) | ACR Messine                | 1 - 0 | AS Reggina          | Serie C (D3) |
| Serie B (D2) | AC Novare                  | 1 - 2 | US Sanremese        | Serie C (D3) |
| Serie B (D2) | US Palerme                 | 1 - 2 | AS Trapani          | Serie C (D3) |
| Serie B (D2) | Parme AS                   | 2 - 3 | AC Ozo Mantoue      | Serie C (D3) |
| Serie C (D3) | Pise SC                    | 1 - 0 | AC Lecco            | Serie B (D2) |
| Serie C (D3) | AC Pordenone               | 3 - 2 | AC Hellas Vérone    | Serie B (D2) |
| Serie B (D2) | AC Prato                   | 2 - 1 | US Salernitana      | Serie C (D3) |
| Serie C (D3) | Pro Patria et Libertate SC | 2 - 1 | AC Brescia          | Serie B (D2) |
| Serie B (D2) | AC Reggiana                | 4 - 2 | US Anconitana       | Serie C (D3) |
| Serie B (D2) | SS Sambenedettese          | 2 - 0 | AC Forlì            | Serie C (D3) |
| Serie B (D2) | AS Simmenthal-Monza        | 1 - 0 | AC Sienne           | Serie C (D3) |
| Serie C (D3) | Varèse FC                  | 2 - 0 | AC Vigevano         | Serie B (D2) |
| Serie B (D2) | AC Venise                  | 3 - 0 | AC Trévise          | Serie C (D3) |

### Troisième tour
| Division     | Club                       | Score | Club                 | Division     |
| ------------ | -------------------------- | ----- | -------------------- | ------------ |
| Serie A (D1) | Alexandrie US              | 0 - 3 | FEDIT                | Serie C (D3) |
| Serie B (D2) | Atalanta BC                | 4 - 0 | AS L'Aquila          | Serie C (D3) |
| Serie C (D3) | US Catanzaro               | 0 - 1 | AS Rome              | Serie A (D1) |
| Serie C (D3) | US Lecce                   | 0 - 1 | AS Bari              | Serie A (D1) |
| Serie C (D3) | AC Ozo Mantoue             | 0 - 7 | FC Internazionale    | Serie A (D1) |
| Serie A (D1) | AC Naples                  | 5 - 0 | ACR Messine          | Serie B (D2) |
| Serie C (D3) | Pise SC                    | 3 - 1 | AC Lanerossi Vicence | Serie A (D1) |
| Serie C (D3) | AC Pordenone               | 1 - 2 | Talmone Torino (it)  | Serie A (D1) |
| Serie B (D2) | AC Prato                   | 3 - 2 | AS Trapani           | Serie C (D3) |
| Serie C (D3) | Pro Patria et Libertate SC | 1 - 3 | Genoa CFC            | Serie A (D1) |
| Serie B (D2) | AC Reggiana                | 0 - 2 | US Triestina         | Serie A (D1) |
| Serie C (D3) | US Sanremese               | 1 - 2 | AC Venise            | Serie B (D2) |
| Serie B (D2) | AS Simmenthal-Monza        | 2 - 1 | GS Carbosarda        | Serie C (D3) |
| Serie A (D1) | SPAL                       | 3 - 2 | SS Sambenedettese    | Serie B (D2) |
| Serie A (D1) | AC Udinese                 | 1 - 2 | Varèse FC            | Serie C (D3) |

### Quatrième tour
| Division     | Club                | Score | Club                | Division     |
| ------------ | ------------------- | ----- | ------------------- | ------------ |
| Serie A (D1) | Alexandrie US       | 5 - 0 | Pise SC             | Serie C (D3) |
| Serie B (D2) | Atalanta BC         | 2 - 1 | SPAL                | Serie A (D1) |
| Serie A (D1) | AS Bari             | 1 - 2 | Varèse FC           | Serie C (D3) |
| Serie C (D3) | FEDIT               | 1 - 2 | AS Simmenthal-Monza | Serie B (D2) |
| Serie A (D1) | Genoa CFC           | 4 - 2 | US Triestina        | Serie A (D1) |
| Serie A (D1) | FC Internazionale   | 3 - 2 | AC Naples           | Serie A (D1) |
| Serie A (D1) | AS Rome             | 0 - 1 | AC Venise           | Serie B (D2) |
| Serie A (D1) | Talmone Torino (it) | 3 - 0 | AC Prato            | Serie B (D2) |

### Huitièmes de finale
| Division     | Club          | Score      | Club                | Division     |
| ------------ | ------------- | ---------- | ------------------- | ------------ |
| Serie B (D2) | Atalanta BC   | 1 - 2      | Talmone Torino (it) | Serie A (D1) |
| Serie A (D1) | Bologne FC    | 3 - 2      | AC Milan            | Serie A (D1) |
| Serie A (D1) | AC Fiorentina | 2 - 1      | UC Sampdoria        | Serie A (D1) |
| Serie A (D1) | Genoa CFC     | 2 - 1      | AS Simmenthal-Monza | Serie B (D2) |
| Serie A (D1) | Juventus FC   | 6 - 2 a.p. | Alexandrie US       | Serie A (D1) |
| Serie A (D1) | SS Lazio      | 3 - 0      | Varèse FC           | Serie C (D3) |
| Serie B (D2) | AC Marzotto   | 0 - 2      | AC Venise           | Serie B (D2) |
| Serie A (D1) | AC Padoue     | 2 - 3      | FC Internazionale   | Serie A (D1) |

### Quarts de finale
| Division     | Club        | Score | Club                | Division     |
| ------------ | ----------- | ----- | ------------------- | ------------ |
| Serie A (D1) | Genoa CFC   | 2 - 1 | Bologne FC          | Serie A (D1) |
| Serie A (D1) | Juventus FC | 3 - 1 | AC Fiorentina       | Serie A (D1) |
| Serie A (D1) | SS Lazio    | 0 - 1 | FC Internazionale   | Serie A (D1) |
| Serie B (D2) | AC Venise   | 5 - 1 | Talmone Torino (it) | Serie A (D1) |

### Demi-finales
| Division     | Club              | Score | Club      | Division     |
| ------------ | ----------------- | ----- | --------- | ------------ |
| Serie A (D1) | FC Internazionale | 1 - 0 | AC Venise | Serie B (D2) |
| Serie A (D1) | Juventus FC       | 3 - 1 | Genoa CFC | Serie A (D1) |

### Match pour la3eplace
| Division     | Club      | Score | Club      | Division     |
| ------------ | --------- | ----- | --------- | ------------ |
| Serie A (D1) | Genoa CFC | 2 - 1 | AC Venise | Serie A (D1) |

### Finale
| Division     | Club        | Score | Club              | Division     |
| ------------ | ----------- | ----- | ----------------- | ------------ |
| Serie A (D1) | Juventus FC | 4 - 1 | FC Internazionale | Serie A (D1) |